# Troglohyphantes birsteini
Troglohyphantes birsteini är en spindelart som beskrevs av Dmitry Evstratievich Kharitonov 1947. Troglohyphantes birsteini ingår i släktet Troglohyphantes och familjen täckvävarspindlar. Inga underarter finns listade i Catalogue of Life.